# Lackeya multiflora
Lackeya multiflora är en ärtväxtart som först beskrevs av John Torrey och Asa Gray, och fick sitt nu gällande namn av Renée Hersilia Fortunato och Al. Lackeya multiflora ingår i släktet Lackeya och familjen ärtväxter. Inga underarter finns listade i Catalogue of Life.